# Антикорупційна податкова реформа
Антикорупційна податкова реформа, або реформа «10-10-10» — запропонована Офісом Президента України концепція податкової реформи, яка передбачає значне зниження податкового навантаження (до 10 % для всіх ключових податків) для дрібного, середнього та великого бізнесу, а також для фізичних осіб, які займаються підприємницькою діяльністю. Вперше концепцію було офіційно представлено на засіданні Економічного штабу 7 вересня 2022 року.

## Автори проєкту
Ініціатором антикорупційної податкової реформи є заступник керівника Офісу президента України з питань економіки Ростислав Шурма. У процесі розробки механізмів зміни оподаткування та аналізу відповідності нормам законодавства України та Європейського союзу також беруть участь незалежні та урядові експерти: голова незалежної групи макроекономічного аналізу та прогнозування Ukraine Economic Outlook Михайло Кухар, керівник консалтингової групи Advanter Group Андрій Длігач, директор економічних програм аналітичного центру «Український інститут майбутнього» Анатолій Амелін та низка фахівців Міністерства економіки України, у тому числі перший заступник міністра Денис Кудін.

## Опис реформи
Суттю реформи є зниження до рівня 10 % трьох ключових складових системи оподаткування в Україні — податку на прибуток підприємств (поточна ставка 18 %), податку на доходи фізичних осіб (18 %) та податку на додану вартість (20 %), через що проєкт отримав робочу назву «реформа 10-10-10». При цьому розглядається варіант заміни податку на прибуток підприємств податком на виведений капітал, за якого оподатковується не позитивна різниця між витратами та доходами підприємства, а сума, яку власник бізнесу виводить із внутрішнього обороту компанії як дивіденди.
Також у рамках реформи пропонується скасувати реалізований у вигляді додаткового податку на ДФО єдиний соціальний внесок (ЄСВ) у розмірі 22 % від фонду оплати праці. Щоб зберегти працездатність системи соціального страхування, концепція реформи передбачає перехід бізнесу на придбання послуг страхування у комерційних чи державних агентів відповідно до ступеня тяжкості праці та небезпеки виробництва.
Необхідність зниження податкового навантаження автори концепції обґрунтовують наступним:
- високий рівень оподаткування підприємців є потужним корупціогенним чинником, що підштовхує бізнес до використання т. зв. схем з оптимізації оподаткування та значно збільшує обсяг тіньового сектора економіки. Найбільша кількість махінацій пов'язані з податком на додану вартість[6], у тому числі і з боку Державної податкової служби з метою максимізації доходів бюджету;

- середній сумарний обсяг стягуваних з урахуванням ЄСВ податків на дохід фізичних осіб сягає в Україні рівня 51,5 %, що є одним із найвищих показників у Європі[5]. Внаслідок цього переважна більшість роботодавців вдається до махінацій з податками та виплат заробітних плат «у конвертах», що створює неконкурентні умови на ринку праці для законослухняного бізнесу[7];

- знижені ставки ключових податків сприятимуть як фінансовій стійкості українських підприємств, так і інвестиційній привабливості країни після завершення війни з Росією, на користь чого свідчить досвід інших держав, на території яких відбувалися збройні конфлікти[8].

- Проведене авторами проєкту реформи економічне моделювання показало, що досягнуте за допомогою цих змін скорочення тіньового сектора економіки могло б підвищити ВВП України на 8 % протягом 2023 року[9].

## Компенсаційні механізми
Для стабілізації фінансової системи України у разі імплементації реформи під час війни, а також для відповідності вимогам ЄС у рамках Угоди про асоціацію концепція реформи передбачає повне скасування всіх видів податкових пільг для бізнесу, що дозволить залучити до бюджету додатково до 180 млрд грн. Також пропонується реалізувати щонайменше дворазове підвищення ставки військового збору, або запровадити тимчасовий спеціальний військовий податок, який би забезпечив фінансові потреби оборонного сектора у повному обсязі.
Як заявляють автори реформи, хоча номінальна ставка ПДВ у країнах Європейського союзу становить від 15 % до 20 %, поріг ефективного оподаткування не перевищує 8-12 % з урахуванням знижених спеціальних ставок на певні групи товарів. За словами Шурми, зниження загальної ставки ПДВ в Україні до 10 % з одночасним скасуванням податкових пільг необхідно щонайменше на період післявоєнного відновлення, на що фахівці Єврокомісії дали попередню згоду. Надалі за умови стабілізації економіки та скорочення тіньового сектора можливе збільшення номінального ПДВ та інших податків з 10 % до 15 % у межах 3-5 років, вважає співавтор реформи Андрій Длігач.
Проєкт реформи передбачає також посилення відповідальності порушення податкового законодавства.

## Підтримка з боку бізнесу
За результатами опитування, яке було проведено фахівцями Центру розвитку інновацій та Офісу з розвитку підприємництва та експорту у листопаді 2022 року, 21,2 % власників підприємств малого та середнього бізнесу заявили, що основними перешкодами для підприємницької діяльності є високі податки та збори, а також штучні перешкоди сторони регуляторних та фіскальних органів.
Співзасновник monobank Олег Гороховський та екс-президент телекомунікаційної компанії «Київстар» Петро Чернишов висловилися за проведення антикорупційної реформи, вказавши як її основні переваги простоту та відповідність основним інтересам бізнесу.
У Європейській Бізнес Асоціації зазначили, що ідея реформи є досить цікавою, причому її антикорупційні аспекти важливіші, ніж зниження податкового навантаження, а проведене Асоціацією опитування показало, що більшість підприємців концептуально підтримує проєкт реформи.
Спілка українських підприємців назвала податкову реформу однією з найбільш затребуваних бізнесом і заявила про підтримку запропонованої Ростиславом Шурмою концепції, закликавши владу України до тісної співпраці для предметного узгодження основних параметрів реформи.
Члени Української спілки промисловців та підприємців підтвердили, що ставки ключових податків у районі 10 % становили б оптимальне фіскальне навантаження на бізнес, але водночас висловилися за поступове зниження ставки ЄСВ замість його повного скасування.
Загалом про підтримку концепції заявили понад 50 бізнес-спільнот.
У парламенті України основним драйвером антикорупційної податкової реформи є народний депутат Мар'ян Заблоцький, який очолює міжфракційне об'єднання депутатів із дообробки проєкту з урахуванням потреб бізнесу та поточного ресурсу фінансової системи. За словами Заблоцького, дана реформа у разі здійснення приведе податкову систему України у відповідність до економічних викликів військового та післявоєнного часу, а також знищить фактори, що сприяють процвітанню корупції у податкових органах та шахрайських схем щодо ухилення від сплати податків серед підприємців.